# Palvalahti
Palvalahti är en sjö i Finland. Den ligger i kommunen Varkaus i landskapet Norra Savolax, i den sydöstra delen av landet, 290 km nordost om huvudstaden Helsingfors. Palvalahti ligger 75,9 meter över havet. Den är 28,06 meter djup. Arean är 3,78 kvadratkilometer och strandlinjen är 28,13 kilometer lång. Sjön  ingår i Vuoksens huvudavrinningsområde. 